# Бреденфелде
Бреденфелде (њем. Bredenfelde) општина је у њемачкој савезној држави Мекленбург-Западна Померанија. Једно је од 69 општинских средишта округа Демин. Према процјени из 2010. у општини је живјело 200 становника. Посједује регионалну шифру (AGS) 13052010.

## Географски и демографски подаци
Бреденфелде се налази у савезној држави Мекленбург-Западна Померанија у округу Демин. Општина се налази на надморској висини од 59 метара. Површина општине износи 8,6 km². У самом мјесту је, према процјени из 2010. године, живјело 200 становника. Просјечна густина становништва износи 23 становника/km².

## Међународна сарадња
| Мјесто | Држава    | Врста сарадње | Од    |
| ------ | --------- | ------------- | ----- |
| Силале | Литванија | партнерство   | 1994. |
| Извор  |           |               |       |